# Sonia Williams
Sonia Olivia Williams (geb. 28. Mai 1979 in St. John’s) ist eine ehemalige antiguanische Sprinterin.
Williams trat erstmals mit den Teamkollegen der Staffel bei den Olympischen Spielen 1996 in Atlanta und im Sprint bei den Olympischen Sommerspielen 2008 in Peking an. Im Wettbewerb über 100 m kam sie in der Vorrunde auf Platz sechs. Sie lief in einer Zeit von 12,04 s. 1996 trat sie mit Dine Potter, Charmaine Thomas und Heather Samuel in der 100-Meter-Staffel und der 400-Meter-Staffel an. Beide Male schied das Team schieden in der Vorrunde aus.